# برجسته (فیلم)
برجسته (به اسپانیایی: Sobresaliente)فیلمی اسپانیایی و محصول سال ۱۹۵۳۳ لوئیس لیگرو است. این یک فیلم کمدی و با موسیقی است.
دکورهای فیلم توسط تدی ویلالبا طراحی شده‌است.

## بازیگران
- والریانو آندرس
- مانوئل آربو
- رافائل آرکوس
- Ricardo B. Arévalo
- پدرو پابلو آیوسو
- جولیان بالبوئنا
- Xan das Bolas
- جوزفینا کارراس
- خوان کازالیلا
- مانوئل آر کوویلاس
- خوان کوردوبا
- مرسدس دووال
- آلفونسو استلا
- خوزه فرانکو
- ویکتوریا هررا
- ماریا آنتونیا جیمنز
- آرتورو کالدرون د لا بارسا
- میگل لیگرو
- لوئیس لوکاس
- مانوئل لونا هیجو
- خوانا مانسو
- خوزه ماریا مارتین
- پابلو مونیز
- انکارنا پاسو
- بلانکا پوزاس
- اینس پرز ایندارته
- المپیا راگا به عنوان زوج رقص
- ویسنته راگا به عنوان زوج رقصنده
- آلبرتو روما
- کارلوس روفارت
- مری سرا
- آنا دی سیریا
- آلیشیا تورس
- خوزه ماریا اوریباری
- آنیبال ولا هیجو
- رزیتا یارزا